# Ibá de Oiá

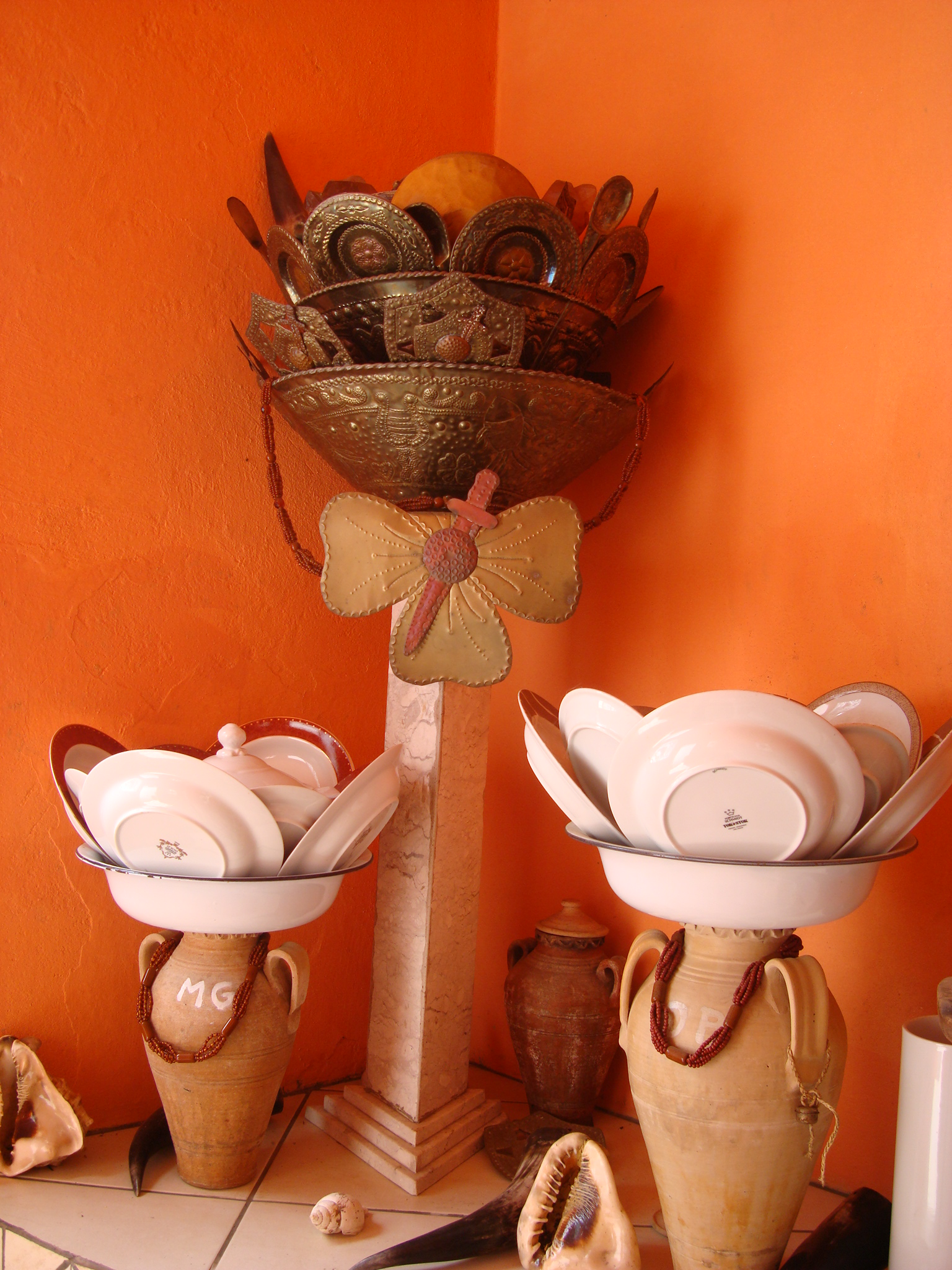
Assentamentos de Oiá e Obá candomblé

Ibá, assento ou assentamento de Oiá (em iorubá: Igbá Oyá) é o ibá dedicado à orixá Oiá/Iansã. Consiste em materiais de porcelana ou louça de cores variada, mas sempre com detalhes na cor vermelha ou marrom, simbolizando sua ligação com o fogo. Geralmente no centro da terrina sai uma haste com uma espada na ponta, construído de metal acobriado, chamado de ferramenta de Oiá.

## Confecção
Dentro de uma terrina de porcelana ou louça são dispostos vários apetrechos, são encontrados uma média de nove (9) ou dezesseis (16) búzios,  nove (9) ou sete (7) pequenas bolas de ouro e cobre, obis, moedas de cobre e ouro, confirmando sua ligação com o odu ossá e odi, e o sagrado apetrecho mais importante de todos os orixás, o otá, tudo isso conservado com azeite de dendê, mel de abelha e azeite doce.
A terrina é colocada no centro de uma bacia, também de porcelana, sobre um (1) prato que servirá de apoio e mais oito devidamente equilibrados simbolizando os pontos cardeais e pontos colaterais, ornados com dois (2) oguês, dois (2) iruquerês e nove (9) idés de cobre ou de ouro a depender da posse do iniciado. Tudo colocado cuidadosamente sobre uma talha de barro ou porcelana cheia de água, geralmente de chuva ou de rio.

## Peculiaridade no ibá deOiá Ibalé

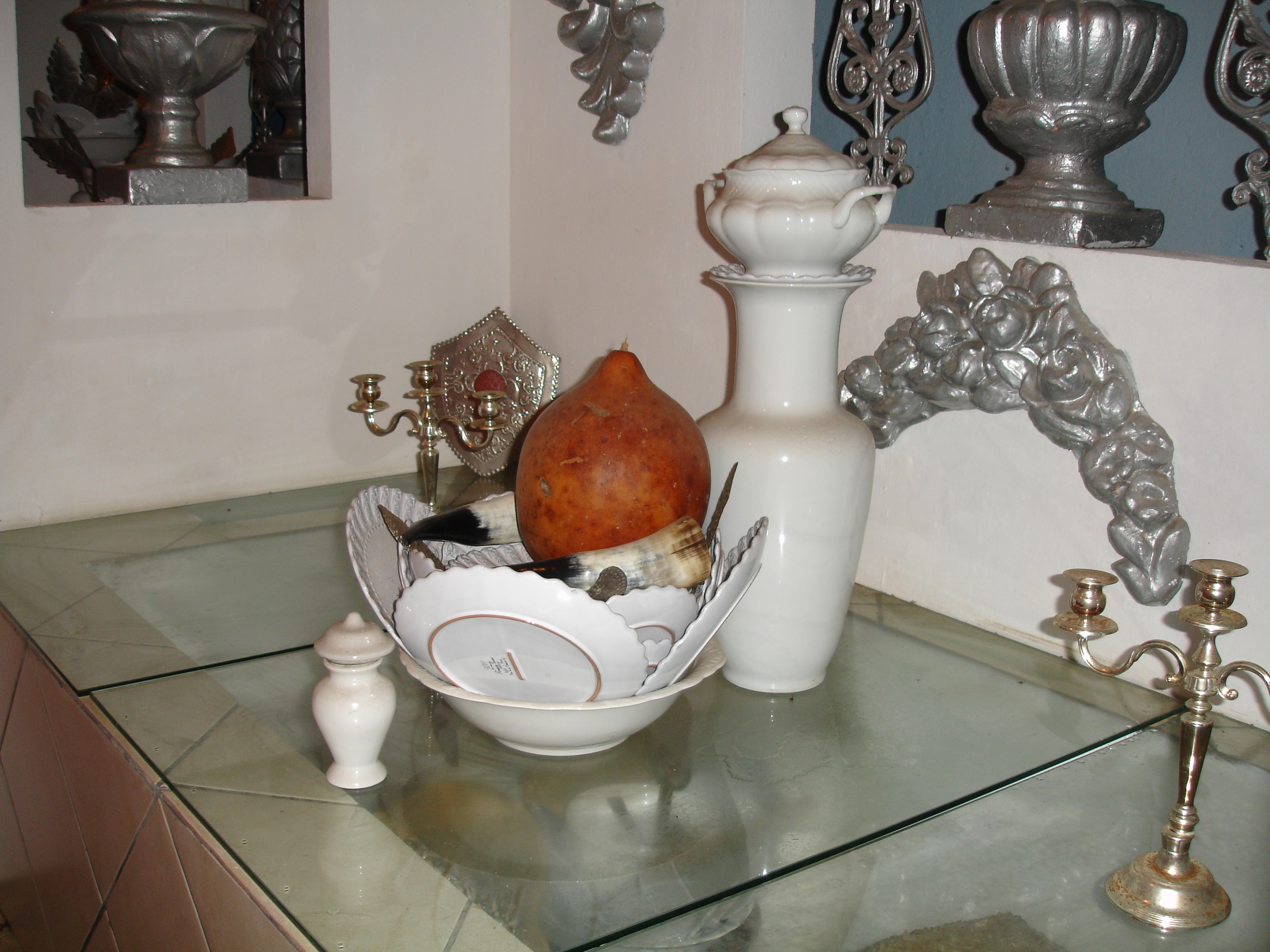
Assentos de Oiá Ibalé no Candomblé

Dentro de uma terrina de porcelana ou louça exclusivamente na cor branca ou branca e prateada são dispostos vários apetrechos, são encontrados uma média de nove (9) a onze (11) búzios,  nove (9) ou onze (11) pequenas bolas de ouro branco e prata, obis, moedas de prata e ouro branco, confirmando sua ligação com o odu ossá e ouarim, e o sagrado apetrecho mais importante de todos os orixás, o otá, tudo isso conservado com mel de abelha, azeite doce e manteiga de carité chamado de ori ou limo da costa.
A terrina é colocada no centro de uma bacia, também de porcelana, sobre um (2) prato que servirá de apoio e mais oito devidamente equilibrados simbolizando os pontos cardeais e pontos colaterais, ornados com dois (2) oguês, dois (2) iruquerês, onze (11) idés de prata ou de ouro branco, nove (9) ichãs e uma grande cabaça, que será utilizada nos rituais fúnebres denominado de axexê. Tudo colocado cuidadosamente sobre uma talha de barro ou porcelana cheia de areia ou terra, simbolizando sua ligação com mensã orum e os ancestrais (eguns).